# 韓国のテレビドラマ一覧
韓国のテレビドラマ一覧は、韓国国内にて製作・放送されたテレビドラマを五十音順に分類した一覧である。
| Top - | あ | か | さ | た | な | は | ま | や | ら | わ |